# کنشگری اینترنتی

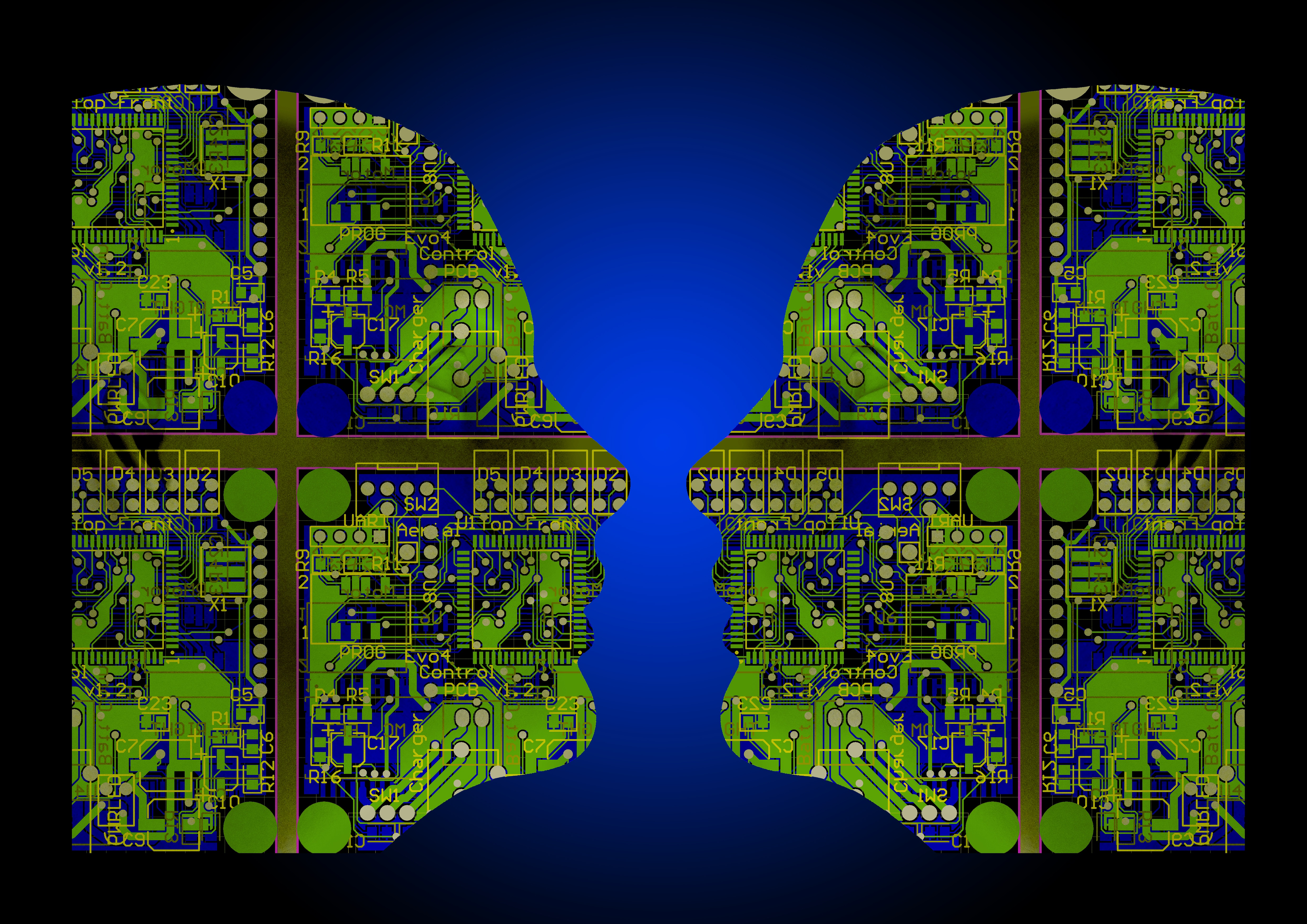
نمای نیمرخ چهره انسان پر از ابزارهای الکترونیکی

کنشگری اینترنتی (به انگلیسی: Internet activism) به استفاده امکانات ارتباطی الکترونیکی مانند رسانه‌های اجتماعی به خصوص توییتر، فیسبوک، یوتیوب، رایانامه و پادکست در جهت اشکال مختلف کنشگری می‌گویند. این روش باعث افزایش سرعت ارتباطات بین حرکت‌های شهروندی و رساندن اطلاعات محلی به تعداد زیادی از مخاطبان می‌شود. فناوری‌های اینترنتی برای ایجاد ارتباط، سازماندهی، لابی‌گری و اعمال دیگر در جهت کنشگری استفاده می‌شوند.